# Маркус Наккім
Маркус Наккім (норв. Markus Nakkim, нар. 21 липня 1996, Осло) — норвезький футболіст, захисник ісландського клубу «Валюр». Виступав також за низку норвезьких і закордонних клубів. Володар Кубка ісландської ліги.

## Клубна кар'єра
Маркус Наккім народився 1996 року в місті Осло, та є вихованцем футбольної школи клубу «Волеренга». У 2015 році Наккім розпочав грати в основній команді клубу, проте гравцем основного складу не став, і в 2016 році керівництво клубу віддало футболіста в оренду до клубу «Стреммен». У 2017 році гравець повернувся з оренди, проте й далі не потрапляв до основного складу, і керівництво «Волеренги» в 2018 році віддало футболіста в оренду до клубу «Вікінг», з якої він повернувся в 2019 році, та грав у складі «Волеренги» до 2020 року.
У 2020 році Маркус Наккім перейшов до клубу «Мйондален» на правах постійного контракту, у складі якого грав до 2022 року, та став у складі «Мйондалена» гравцем основного складу команди. У 2022 році футболіст перейшов до клубу «Хамаркамератене», а в 2023—2024 роках грав у складі американського клубу «Оріндж Каунті».
З 2024 року Маркус Наккім грає в складі ісландського клубу «Валюр». У складі команди футболіст у 2025 році став володарем Кубка ісландської ліги

## Виступи за збірну
У 2017 році Маркус Наккім зіграв 2 матчі у складі молодіжної збірної Норвегії.

## Титули і досягнення
- Володар Кубка ісландської ліги (1):

«Валюр»: 2025